# Gasteranthus carinatus
Gasteranthus carinatus är en tvåhjärtbladig växtart som beskrevs av Wiehler. Gasteranthus carinatus ingår i släktet Gasteranthus och familjen Gesneriaceae. Inga underarter finns listade i Catalogue of Life.